# Diphucephala hirtipennis
Diphucephala hirtipennis är en skalbaggsart som beskrevs av Macleay 1883. Diphucephala hirtipennis ingår i släktet Diphucephala och familjen Melolonthidae. Inga underarter finns listade i Catalogue of Life.